# Masacre de Coral Gardens
El incidente de Coral Gardens, también conocido como la masacre de Coral Gardens, los disturbios de Coral Gardens o Bad Friday, fueron una serie de eventos que ocurrieron en Jamaica del 11 al 13 de abril de 1963. Después de un violento altercado en una gasolinera en Montego Bay, la policía y las fuerzas militares de Jamaica detuvieron a rastafaris en todo Jamaica, matando y torturando a muchos. Se desconoce el número exacto pero estimaciones sitúan las detenciones en alrededor de 150 personas.
En abril de 2017, después de una investigación legal, el gobierno de Jamaica emitió una disculpa oficial que condenaba las acciones del gobierno en el incidente y estableció un fondo fiduciario para los sobrevivientes como reparaciones.

## Antecedentes

### La comunidad rastafari en Jamaica a fines de la década de 1950
Durante años previos al incidente de Coral Gardens se dieron muchas tensiones entre la comunidad rastafari y el gobierno colonial británico en Jamaica. En 1958, la policía británica participó en varios arrestos y desalojos de rastafaris, y a menudo presentó cargos por posesión de cannabis, que se utiliza como sacramento religioso rastafari. Varios de estos incidentes dieron lugar a homicidios policiales de rastafaris y, según los informes, no se volvió a ver a algunos de los detenidos. Debido a la presunta violencia por parte de los rastafaris y a un discurso político que enfatizaba los aspectos «antisociales» de la fe rastafari, la opinión pública en Jamaica se puso en gran parte del lado de la policía contra el movimiento rastafari.
En 1959, un enfrentamiento entre un guardia de seguridad rastafari y un policía en Coronation Market resultó en que la policía golpeara al guardia de seguridad, lo que provocó una respuesta violenta de los dueños de las tiendas cercanas. La policía trajo refuerzos, arrestó a 57 rastafaris y golpeó brutalmente y rasuró a la fuerza las rastas de algunos de ellos. También se incendió un coche de policía y un camión de bomberos durante este incidente. Más tarde ese año, el líder rastafari, el reverendo Claudius Henry, fue acusado de planear una revolución y comunicarse con Fidel Castro. En 1960, el hijo de Henry, Reynold, fue arrestado por conspirar para una revuelta y, tras la declaración del estado de emergencia, Reynold Henry y sus co-conspiradores fueron ejecutados. Después de estos eventos, el gobierno comenzó a arrestar arbitrariamente a miembros de la comunidad rastafari, bajo la justificación de que los rastafaris estaban involucrados en la orquestación de una revolución comunista.
En 1962, Jamaica obtendría su independencia, pero el sentimiento anti-rastafari continuó prevaleciendo en el gobierno y las fuerzas policiales, que veían cada vez más a los rastafaris como una amenaza a la seguridad. El odio contra esta comunidad llevó a las escuelas de formación policial a entrenar agentes utilizando imágenes de rastafaris como práctica de tiro. Este sentimiento también se hizo eco en la sociedad en general, y los rastafaris a menudo eran golpeados por civiles, lo que obligaba a los rastafaris a evitar los espacios públicos.

### La propiedad de Coral Gardens y Rudolph Franklyn
Coral Gardens era parte de una propiedad más grande, la finca Rose Hall, que incluye la mansión Rose Hall. Esta propiedad era un lugar de cultivo para los rastafaris, donde practicaban la agricultura a pequeña escala, pero también era un lugar muy deseado por los terratenientes y funcionarios del gobierno que esperaban convertir el área en un destino turístico. El gobierno y los propietarios vieron a los rastafaris como un obstáculo para su objetivo de reutilizar la propiedad para el turismo, y con frecuencia enviaban policías para desalojar a los rastafaris. En uno de esos incidentes en 1961, la policía atacó a Rudolph Franklyn, le disparó seis veces en el estómago, dándolo por muerto. Franklyn se sometió a una cirugía plástica en un hospital para reparar su estómago, pero, según los informes, un médico le dijo que una vez que el plástico «se pudriera», sus heridas reabrirían y moriría. Después de su cirugía, Franklyn fue arrestado inmediatamente por posesión de cannabis y sentenciado a seis meses de prisión. Después de su liberación de la prisión, según los informes, Franklyn juró vengarse del supervisor que había intentado desalojarlo, Edward Fowler.

## El incidente

### La estación de servicio
Los relatos difieren en cuanto a los detalles de lo que sucedió el 11 de abril. Según informes policiales, un grupo de rastafaris armados con lanzas, hachas y machetes prendió fuego a una estación de servicio como parte de un intento de robo. Se produjo una escaramuza entre los rastafaris y la policía que llegaron a la gasolinera, lo que provocó la muerte de tres rastafaris, dos policías y tres civiles también en el lugar. Un relato separado, publicado en Public Opinion y apoyado por familiares de Rudolph Franklyn, así como el profesor de la Universidad de Siracusa, Horace Campbell, afirma que la violencia en la gasolinera fue el resultado de conflictos previos entre Franklyn y otros rastafaris por un lado, y la policía y propietarios por el otro.

### Represión posterior
Después de la escaramuza en la gasolinera, una persecución policial localizó y mató a los otros rastafaris que habían estado presentes en la escaramuza. Los periódicos jamaicanos como The Daily Gleaner publicaron muchos artículos demonizando a los rastafaris y exigiendo la intervención armada del estado. Los medios también describieron originalmente los eventos en Coral Gardens como un «levantamiento», y luego se vieron obligados a retractarse de su caracterización del evento por parte del gobierno liderado por el Partido Laborista.
El 12 de abril, Viernes Santo, el Primer Ministro Alexander Bustamante dio la orden de «dar con todos los Rastas, vivos o muertos». Las fuerzas policiales y militares entraron en los barrios de la clase trabajadora y los campamentos rastafaris para detener a los rastafaris y cortaron por la fuerza las rastas de los detenidos. Muchos rastafaris fueron torturados y asesinados, y se desconoce el recuento exacto. Una estimación sugiere que «hasta 150» personas fueron detenidas durante el día siguiente.

## Legado
Tras los acontecimientos del 11 al 13 de abril, surgieron dos narrativas del incidente. Una primera opinión sostuvo que los eventos del fin de semana del Viernes Santo constituyeron un levantamiento ilegal de los rastafaris; Esta opinión fue apoyada por informes de los medios de comunicación contemporáneos sobre los hechos y las declaraciones de los funcionarios del gobierno en ese momento. Mientras tanto, la comunidad rastafari en Jamaica sostuvo que las acciones de Rudolph Franklyn y sus compatriotas fueron una reacción justificada a décadas de persecución por parte del gobierno y percibieron los arrestos masivos que siguieron como un abuso de los poderes estatales, una opinión que posteriormente fue apoyada por la investigación académica.
El evento ha sido conmemorado anualmente por la comunidad rastafari en Jamaica. En 2011, se lanzó una película documental sobre el incidente, titulada Bad Friday: Rastafari After Coral Gardens.

### Investigación del gobierno y disculpa oficial
En 2015, la defensora pública Arlene Harrison Henry presentó un informe al Parlamento de Jamaica que detalla una investigación del incidente de Coral Gardens y recomienda que el gobierno proporcione reparaciones financieras por las lesiones, abusos y muertes causadas por sus acciones contra la comunidad rastafari.
En abril de 2017, el gobierno de Jamaica emitió una disculpa formal por el incidente, asumiendo la responsabilidad «sin equívocos» y afirmando que el incidente «nunca debería haber ocurrido». El gobierno ha establecido un fondo fiduciario de 10 millones JMD para los sobrevivientes como reparación por el incidente. El gobierno también prometió reconocer a Pinnacle, en la parroquia de Santa Catalina, un sitio con relevancia histórica para la comunidad rastafari, como un sitio protegido bajo la denominación Jamaica National Heritage Trust.